# Won Yun-jong
Won Yun-jong (né le 17 juin 1985 à Séoul) est un bobeur sud-coréen.
Il est choisi comme porte-drapeau de la Corée, avec la hockeyeuse nord-coréenne Hwang Chung-gum, pour les Jeux olympiques d'hiver de 2018 dans lesquels il remporte la médaille d'argent de bob à quatre.

## Palmarès

### Jeux Olympiques
- : médaillé d'argent en bob à 4 aux JO 2018.

### Coupe du monde
- 1 petit globe de cristal : 
  - Vainqueur du classement bob à 2 en 2016.
- 6 podiums  : 
  - en bob à 2 : 2 victoires et 4 troisièmes places.

#### Détails des victoires en Coupe du monde
| Édition   | Bob à 2                       | Bob à 4 |
| 2015-2016 | Whistler Schönau am Königssee |         |